# Herbert A. Cahn
Herbert Adolf Cahn (* 28. Januar 1915 in Frankfurt am Main; † 5. April 2002 in Basel) war ein deutscher Klassischer Archäologe, Numismatiker, Münz- und Antikenhändler, seit 1949 war er Schweizer Staatsbürger.

## Leben
Herbert A. Cahn stammte aus einer Frankfurter Münzhändlerfamilie. Sein Großvater Adolph E. Cahn (1840–1918) gründete 1874 in Frankfurt eine Münzhandlung, die auch bedeutende Auktionen durchführte. Sein Vater Ludwig (Theodor) Cahn (1877–1924) und dessen Bruder Julius Cahn (1871–1935) leiteten die väterliche Münzhandlung nach dem Ersten Weltkrieg zunächst gemeinsam, nach dem Tod von Ludwig unterstützt durch dessen Witwe Johanna, geborene Neuberger (1881–1963). Herbert Cahn besuchte das Philanthropin und das Goethe-Gymnasium in Frankfurt bis zur Reifeprüfung Ostern 1932. Bereits als Schüler arbeitete er im Familienbetrieb mit und erstellte Verkaufskataloge bedeutender Münzsammlungen. Er begann im Sommersemester 1932 das Studium der Klassischen Archäologie, der Alten Geschichte und der Klassischen Philologie an der Universität Frankfurt. Aufgrund der politischen Situation in Deutschland emigrierte Cahn – jüdischer Abstammung – zusammen mit seiner Mutter und seinem zwei Jahre älteren Bruder Erich 1933 nach Basel, und setzte sein Studium an der dortigen Universität seit dem Wintersemester 1933/34 fort. 1940 wurde er zum Dr. phil. promoviert. In Frankfurt war sein erster Lehrer Ernst Langlotz, in Basel Ernst Pfuhl.
Bereits 1934 gründete Cahn mit seinem Bruder in Basel die Münzhandlung Basel AG, seit 1942 Münzen und Medaillen AG, die zu einer der bedeutendsten Münzhandlungen der Welt wurde. Hier war er für die antiken Münzen zuständig. Daneben handelte die Firma auch mit Antiken, Herbert Cahn setzte diesen Teil nach 1988 in seiner Firma H. A. C. Kunst der Antike fort. Er war einer der wichtigsten Händler mit antiken Münzen und Kunstwerken seiner Zeit.
Neben dem Münzhandel war Herbert Cahn jedoch auch immer wissenschaftlich mit der antiken Numismatik und der Klassischen Archäologie verbunden. So wurde er 1965 Lehrbeauftragter an der Universität Heidelberg, ab 1971 Honorarprofessor. Hier führte er zahlreiche Studenten in die Welt der antiken Münzen ein. Seit 1983 lehrte er an der Universität Freiburg.
Mit Karl Schefold war er 1956 an der Gründung der Vereinigung der Freunde Antiker Kunst und 1960 an der Basler Ausstellung „Meisterwerke griechischer Kunst“ beteiligt, aus der die Gründung des Antikenmuseums Basel hervorging, das 1966 eröffnet wurde. Von 1970 bis 1986 war er Vorstandsmitglied der Schweizerischen Numismatischen Gesellschaft, 1949 bis 1964 Redaktor der Schweizer Münzblätter, 1981 bis 1987 der Schweizerischen Numismatischen Rundschau. 1995 erhielt er den Otto-Paul-Wenger-Preis des Verbandes der Schweizerischen Berufsnumismatiker.
Sein Hauptinteresse galt der griechischen Numismatik, Standardwerke sind etwa noch heute seine beiden Monographien zu den Münzen von Naxos und Knidos. Daneben publizierte er aber auch über viele andere Gebiete der antiken Numismatik, so etwa grundlegende Arbeiten zu Münzen des 4. Jahrhunderts n. Chr., über griechische Vasen und andere Bereiche der antiken Kunst.
Herbert Cahn sah die antiken Münzen immer auch als Teil der antiken Kunst, sah in der Numismatik auch einen Teil der Klassischen Archäologie. Privat sammelte er Fragmente antiker griechischer Vasen, eine der größten und wichtigsten Sammlungen der Welt, die einen Überblick über die gesamte antike Vasenproduktion gibt.
Seine Tochter Miriam Cahn (* 1949) ist bildende Künstlerin, sein Sohn Jean-David Cahn (* 1961) ist als Antikenhändler in Basel in der Tradition seines Vaters tätig.

## Veröffentlichungen (Auswahl)
- Die Münzen der sizilischen Stadt Naxos. Ein Beitrag zur Kunstgeschichte des griechischen Westens. Basel 1944 (= Dissertation Basel 1940).
- Frühhellenistische Münzkunst. Basel 1945.
- Griechische Münzen archaischer Zeit. Basel 1947.
- Knidos. Die Münzen des 6. und des 5. Jahrhunderts vor Christus. Berlin 1970.
- Kleine Schriften zur Münzkunde und Archäologie. Basel 1975.